# Rhyacophila bonaparti
Rhyacophila bonaparti är en nattsländeart som beskrevs av Schmid 1947. Rhyacophila bonaparti ingår i släktet Rhyacophila och familjen rovnattsländor. Inga underarter finns listade i Catalogue of Life.